# Burj al Babas
Burj al Babas ist ein Geisterdorf und teilweise eine Bauruine bei dem im nördlichen Landesinneren der Türkei gelegenen Ort Mudurnu in der Provinz Bolu. Das als Ferienresort geplante Areal entstand aufgrund einer Fehlinvestition. Es waren 732 gleich aussehende Häuser mit Türmen im Stil der Romantik geplant, 587 wurden ab 2014 errichtet und weitestgehend fertiggestellt, etliche weitere nicht fertiggestellt oder nicht gebaut. Investor war die Sarot Property Group, geleitet von den Gebrüdern Yerdelen und von Bülent Yılmaz.

## Baugeschichte
Die Architektur der 2½-geschossigen Häuser ist viktorianisch anmutend und insbesondere geprägt durch das Mansardendach sowie ein Türmchen, welches jedes Gebäude ½-geschossig überragt. Die Bauausführung ist bis zum Giebel in Stahlbetonständerbauweise gehalten. Die offenen Gefache sind mit Steinen ausgemauert. Die Sarot Group betreibt mehrere Zementfabriken. Die Häuser sollten über Leitungen mit dem heißen Mineralwasser aus lokalen Quellen von Mudurnu versorgt werden, um damit die im Keller befindlichen Swimmingpools zu füllen. Die Sarot Group betreibt in der Nähe die Spa-Hotels Sarot Thermal Palace und Sarot Thermal Park.
Nachdem 2016 alle Arbeiten eingestellt worden waren, gründeten ca. 150 kuwaitische Käufer eine Interessenvertretung, um ihre Häuser fertigzustellen. Sie verklagten die Sarot Group, ohne Erfolg. 2018 erklärte ein Gericht in Istanbul drei Firmen der Sarot Group für zahlungsunfähig. Das Urteil wurde später von der nächsten Instanz wieder aufgehoben. Die Interessenvertretung wandte sich an den Emir von Kuwait, Scheich Mischal al-Ahmad al-Dschabir as-Sabah. Während eines Staatsbesuchs in der Türkei sprach dieser mit Präsident Erdoğan. Der türkische Staatsfonds Türkiye Varlık Fonu beteiligte sich an 14 Firmen der Sarot Group. Danach begannen wieder Arbeiten in Burj al Babas in geringem Umfang. Die Nova Group Holding, eine amerikanische Investmentfirma, beteiligte sich 2024 an dem Projekt. Die Sarot Group hofft, dass die Häuser bald fertiggestellt werden können.

## Sonstiges
Der deutsche Rapper Ufo361 drehte dort das Musikvideo zu seinem Song Bad girls, good vibes.
Die italienische Band Meduza verwendete Filmaufnahmen von Burj al Babas in einem Musikvideo für ihre Single Lose Control.
Der Youtube-Kanal Yes Theory drehte dort Anfang 2021 ein Dokumentationsvideo.